# Kassel-Wilhelmshöhe vasútállomás

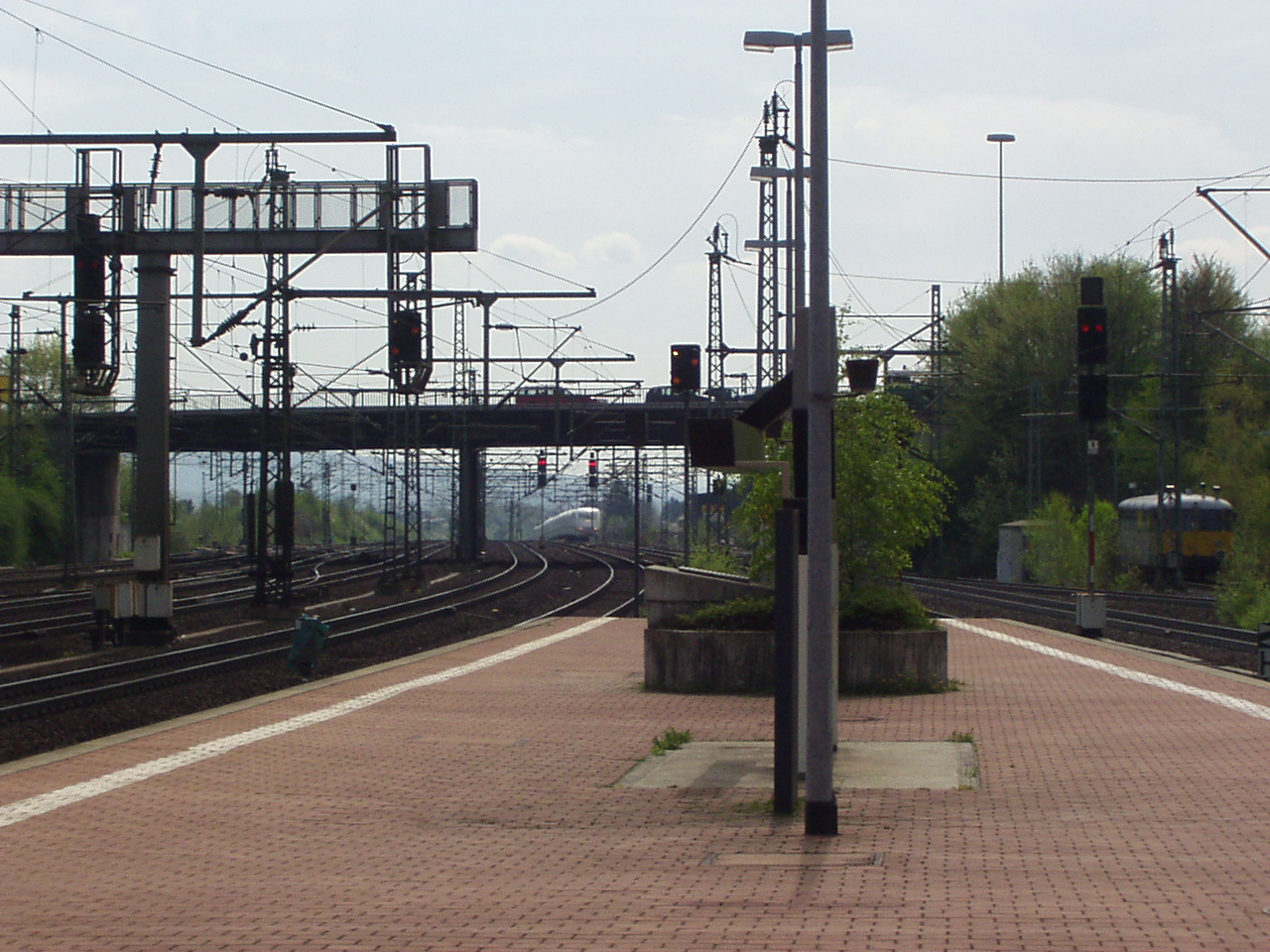
A peronok déli vége, a háttérben egy ICE 1 motorvonat

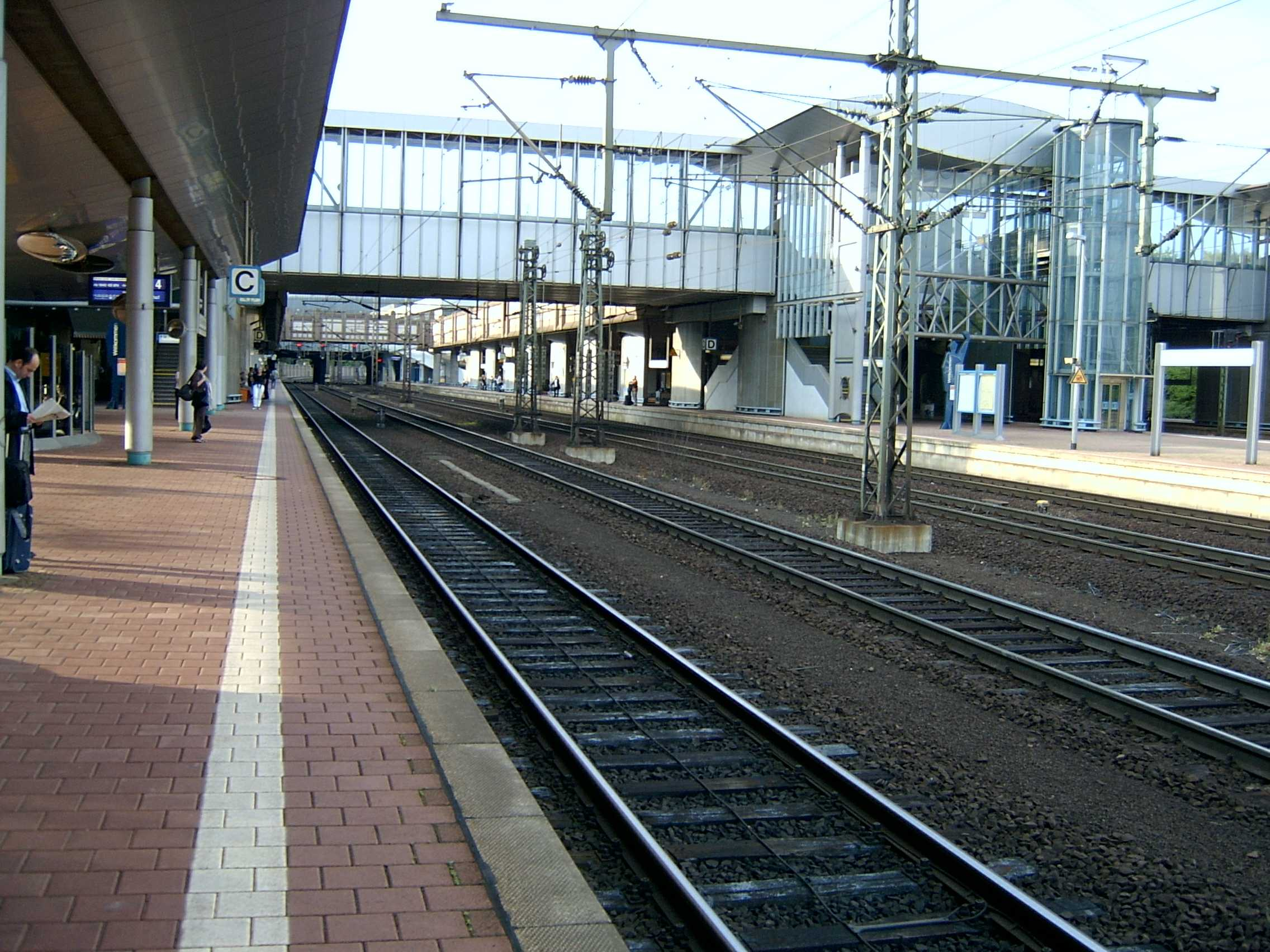
Peron Kassel-Wilhelmshöhe állomáson

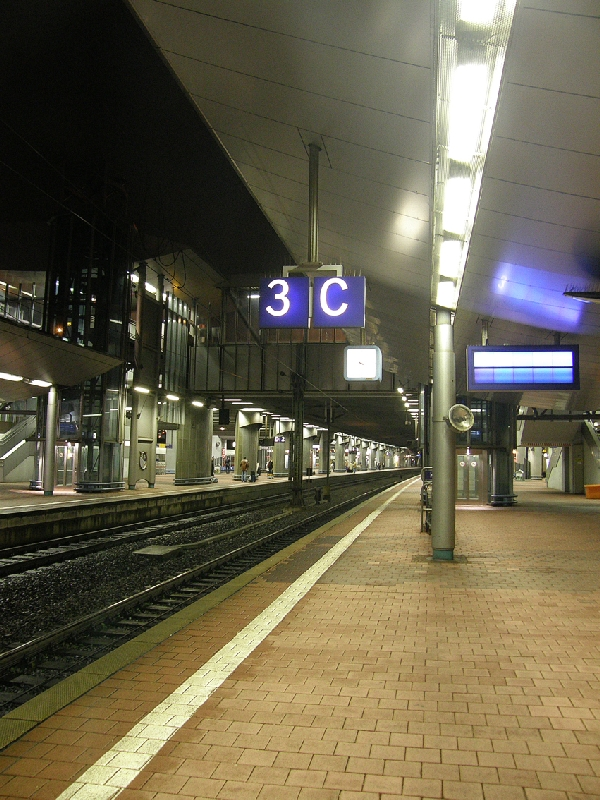
Peron a harmadik vágányhoz Kassel-Wilhelmshöhe állomáson

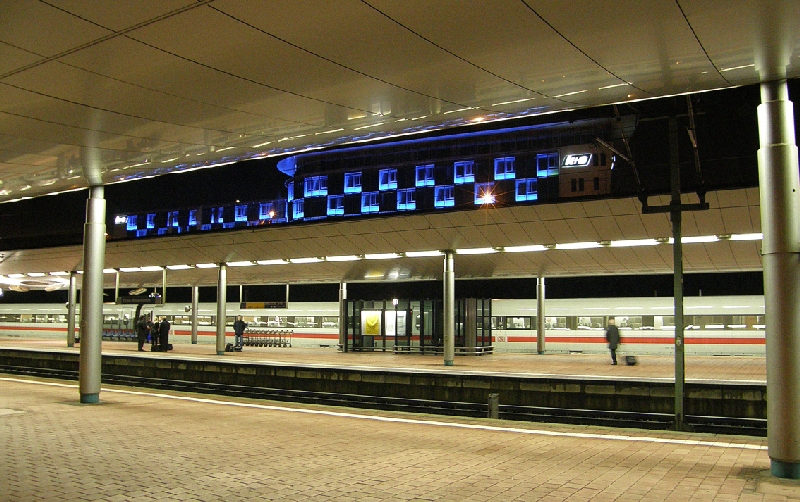
A peronok Kassel-Wilhelmshöhe állomáson

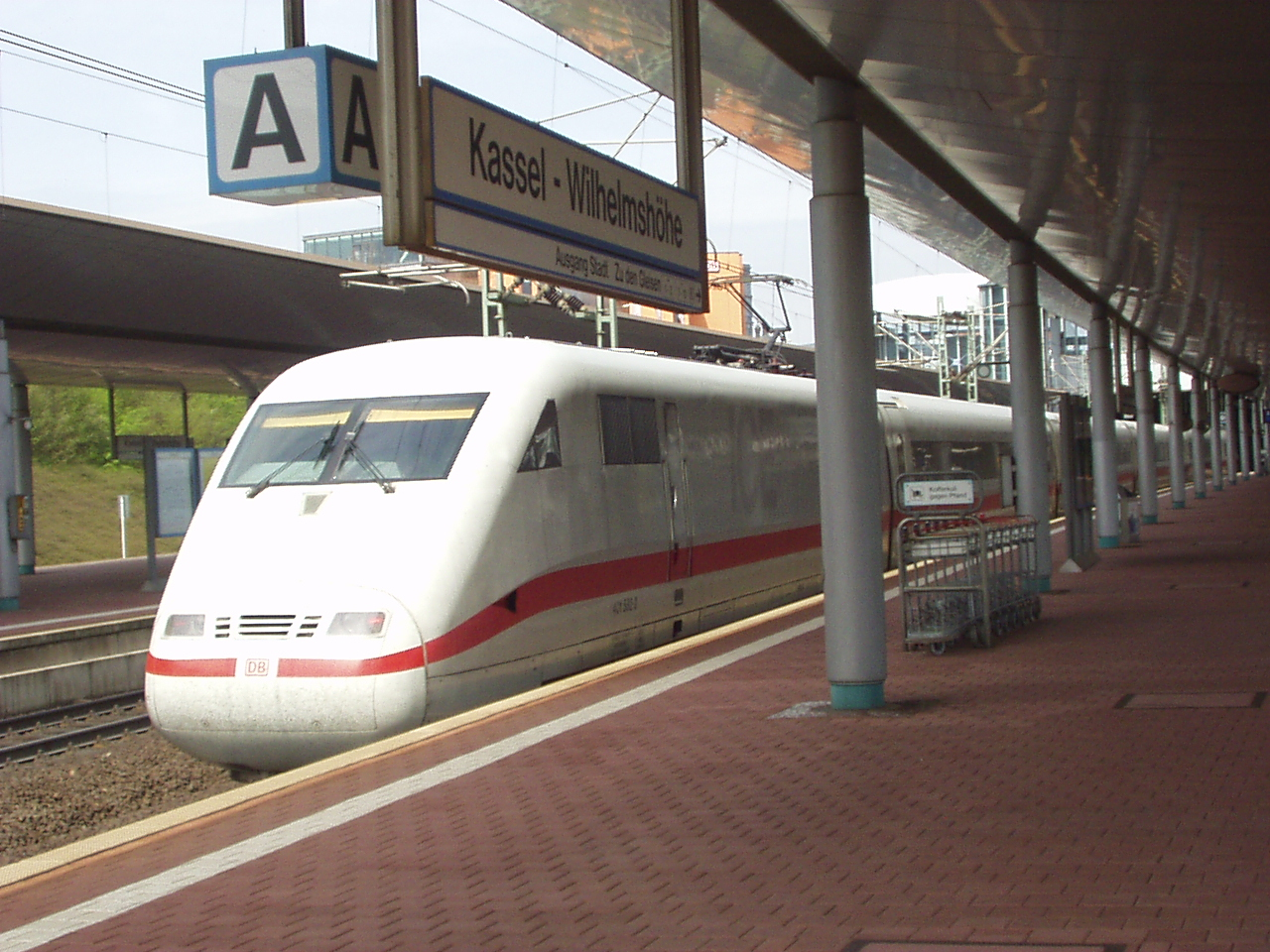
Egy ICE a második vágányon

Kassel-Wilhelmshöhe vasútállomás egy vasútállomás Németországban, Kasselban.

## Forgalom

### Városi közlekedés
Az állomást az 1, 3, 4 villamosvonalak, illetve a 4, 5, 9 RegionalTram vonalak keresztezik, amelyek mind keresztülhaladnak a városközponton.

### Regionális közlekedés
| NVV-vonalak   | KBS | Útvonal | Kapcsolódó szócikkek                                     | Üzemeltető       |
| ------------- | --- | --- | -------------------------------------------------------- | ---------------- |
| RT5/RB5/R5    | 610 | (Kaufungen –) Leipziger Straße – Kassel Hbf – Kassel-Wilhelmshöhe – Melsungen – Bebra – Bad Hersfeld – Fulda              | Friedrich-Wilhelms-Nordbahn, Bebra–Fulda-vasútvonal      | Cantus, DB/RBK   |
| RE1           | 600 | Kassel Hbf / Kassel-Wilhelmshöhe – Eichenberg – Leinefelde - Nordhausen - Halle (Saale) / Erfurt                          | Halle-Kasseler Eisenbahn                                 | DB, EIB          |
| RE4           | 612 | Kassel-Wilhelmshöhe – Wolfhagen – Volkmarsen – Korbach – Korbach Süd                                                      | Volkmarsen–Vellmar-Obervellmar-vasútvonal, Twistetalbahn | KHB, DB/RBK      |
| RT9/RB30/RE30 | 635 | (Kaufungen –) Leipziger Straße – Kassel Hbf – Kassel-Wilhelmshöhe – Wabern – Treysa – Marburg – Gießen – Frankfurt (Main) | Main-Weser-Bahn                                          | DB Regio, DB/RBK |
| RE39          | 621 | (Kassel Hbf – Kassel-Wilhelmshöhe –) Wabern – Fritzlar – Bad Wildungen                                                    | Ederseebahn                                              | KHB              |
| RE3*          | 435 | Kassel-Wilhelmshöhe – Kassel Hbf – Hofgeismar – Warburg (Westf) – Hagen                                                   | Kassel–Warburg-vasútvonal, Obere Ruhrtalbahn             | DB, DB/RBK       |

* = R1, RT3 és RT4 csak a Kassel Hauptbahnhoftól közlekedik.

### Távolsági forgalom
| Járat  | Útvonal | Gyakoriság                |
| ------ | --- | ------------------------- |
| ICE 11 | Berlin – Magdeburg – Hildesheim – Kassel-Wilhelmshöhe – Würzburg – München | egy vonatpár hetente este |
| ICE 12 | Berlin Ostbahnhof – Braunschweig – Hildesheim – Kassel-Wilhelmshöhe – Fulda – Frankfurt (Main) – Mannheim – Karlsruhe – Freiburg (Brsg) – Basel SBB (– Interlaken Ost)                           | Kétóránként               |
| ICE 13 | Berlin Ostbahnhof – Braunschweig – Kassel-Wilhelmshöhe – Frankfurt Süd – Frankfurt Flughafen | Kétóránként               |
| ICE 20 | (Kiel –) Hamburg – Hannover – Kassel-Wilhelmshöhe – Frankfurt (Main) – Mannheim – Karlsruhe – Freiburg (Brsg) – Basel SBB (– Zürich HB – Chur)                                                   | Kétóránként               |
| ICE 22 | (Kiel –) Hamburg – Hannover – Kassel-Wilhelmshöhe – Frankfurt (Main) – Frankfurt (Main) Flughafen Fernbf – Mannheim (– Heidelberg) – Stuttgart                                                   | Kétóránként               |
| ICE 25 | (Lübeck –) Hamburg – Hannover – Kassel-Wilhelmshöhe – Fulda – Würzburg – Nürnberg – Ingolstadt – München (– Garmisch-Partenkirchen)                                                              | Óránként                  |
| ICE 26 | (Ostseebad Binz –) Stralsund – Rostock – Hamburg – Hannover – Kassel-Wilhelmshöhe – Gießen – Frankfurt am Main – Heidelberg – Karlsruhe                                                          | Kétóránként               |
| ICE 26 | Hamburg-Altona – Hamburg Dammtor – Hamburg – Hannover – Kassel-Wilhelmshöhe (– Karlsruhe / Wörgl / Schwarzach-St. Veit)                                                                          | bizonyos vonatok          |
| ICE 41 | München – Nürnberg – Würzburg – Fulda – Kassel-Wilhelmshöhe – Warburg (Westf) – Paderborn – Hamm (Westf.) – Dortmund – Duisburg – Düsseldorf (Köln Hbf/Köln Messe/Deutz – Wiesbaden – Frankfurt) | Egy vonatpár              |
| ICE 91 | Hamburg-Altona – Hannover – Göttingen – Kassel-Wilhelmshöhe – Fulda – Würzburg – Nürnberg – Regensburg – Plattling – Passau – Wels – Linz – St. Pölten – Wien                                    | Egy vonatpár              |
| IC 26  | Westerland/Sylt – Hamburg – Hannover – Kassel-Wilhelmshöhe – Fulda – Würzburg – Augsburg – Oberstdorf / Berchtesgaden                                                                            | Bizonyos vonatok          |
| IC 51  | (Köln –) Düsseldorf – Duisburg – Essen – Dortmund – Hamm (Westf) – Paderborn – Warburg (Westf) – Kassel-Wilhelmshöhe – Eisenach – Erfurt – Weimar – Jena – Gera                                  | Bizonyos vonatok          |

| Tipikus menetidők 2015-ben Kassel-Wilhelmshöhe állomásról Intercity-Express vagy Intercity járattal | Tipikus menetidők 2015-ben Kassel-Wilhelmshöhe állomásról Intercity-Express vagy Intercity járattal | Tipikus menetidők 2015-ben Kassel-Wilhelmshöhe állomásról Intercity-Express vagy Intercity járattal | Tipikus menetidők 2015-ben Kassel-Wilhelmshöhe állomásról Intercity-Express vagy Intercity járattal |
| Célállomás                                                                                          | Intercity-Express                                                                                   | Intercity                                                                                           | |
| --------------------------------------------------------------------------------------------------- | --------------------------------------------------------------------------------------------------- | --------------------------------------------------------------------------------------------------- | --------------------------------------------------------------------------------------------------- |
| Amszterdam                                                                                          | 5:24                                                                                                | —                                                                                                   | |
| Bázel                                                                                               | 4:16                                                                                                | —                                                                                                   | |
| Berlin                                                                                              | 2:49                                                                                                | 3:14                                                                                                | |
| Brüsszel                                                                                            | 5:30                                                                                                | 8:03                                                                                                | |
| Frankfurt                                                                                           | 1:24                                                                                                | 2:03                                                                                                | |
| Hamburg                                                                                             | 2:11                                                                                                | 2:34                                                                                                | |
| Hannover                                                                                            | 0:56                                                                                                | 1:01                                                                                                | |
| Köln                                                                                                | 02:36 *                                                                                             | 3:48                                                                                                | |
| Kopenhága                                                                                           | 7:37                                                                                                | —                                                                                                   | |
| Lipcse                                                                                              | 2:49                                                                                                | 2:47                                                                                                | |
| München                                                                                             | 3:18                                                                                                | 4:05                                                                                                | |
| Párizs                                                                                              | 5:34                                                                                                | —                                                                                                   | |
| Stuttgart                                                                                           | 2:59                                                                                                | 4:51                                                                                                | |
| Bécs                                                                                                | 6:47                                                                                                | —                                                                                                   | |
| Zürich                                                                                              | 5:24                                                                                                | 7:57                                                                                                | |

* Köln Messe/Deutz felé, 11/12 vágány; a főpályaudvarra az út 5 percig tart

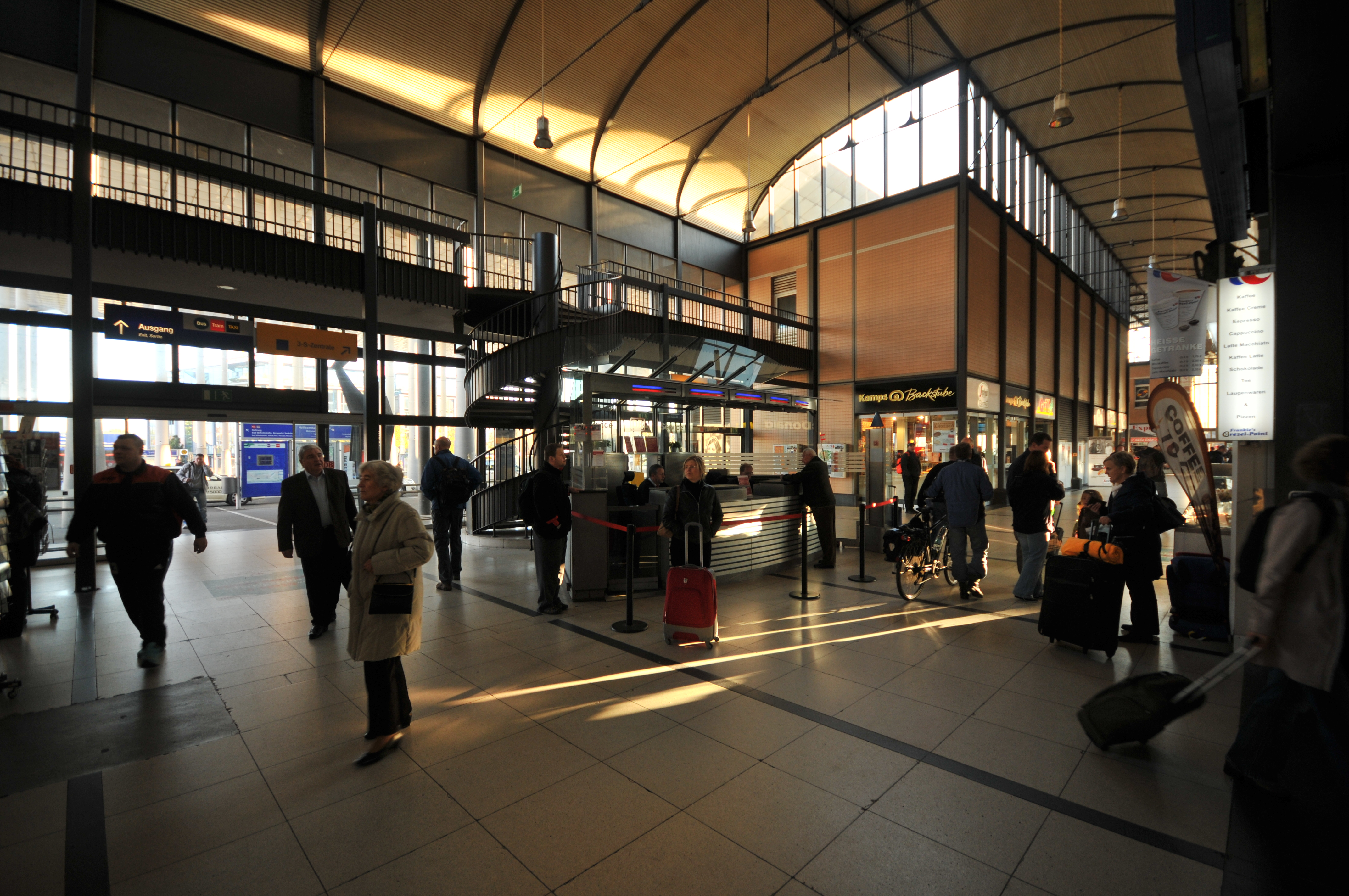
Wilhelmshöhe állomás belülről

## Vasútvonalak
Az állomást az alábbi vonalak érintik:
- Friedrich-Wilhelms-Nordbahn (km 2,7)
- Main-Weser-Bahn (km 2,7)
- Lossetalbahn (km 3,8)
- Hannover–Würzburg nagysebességű vasútvonal (km 144,2)